# 第45步兵師 (德國國防軍)
第45步兵師（德語：45. Infanterie-Division）是納粹德國國防軍陸軍的一個步兵師。該師於1938年4月1日在林茨組建。
第二次世界大戰期間，該師參與入侵波蘭行動。1941年6月，該師參與巴巴羅薩行動。該師一直在東線作戰，直至1944年巴格拉基昂行動期間被殲。
同年7月，該師重建，並改編為第45擲彈兵師（德語：45. Grenadier-Division），10月再度改編為第45國民擲彈兵師（德語：45. Volksgrenadier-Division），並繼續在東線作戰。
該師最後於1945年5月在捷克斯洛伐克投降解散。

## 註腳
1. ↑  Mitcham（2007年）